# Сеиди, Сеитназар
Сеиди́ Сеид-Назар-Хабиб-Ходжа-Оглы (туркм. Seýdi; 1775, Ламма, Гарабекевул Лебапский велаят, Туркменистан — 1836) — классик туркменской литературы, поэт-воин.

## Биография
Происходил из рода Кара-Бекаул, племени Эрсары. Отец будущего поэта был муллой. Учился в Медресе Ширгази-хана в Хиве, позже в медресе Бухары.
Полководец. Сеиди возглавлял борьбу туркменских племен против правителей Бухарского ханства. В 1797 году командовал одним из туркменских отрядов в сражениях против войск бухарского эмира Шахмурада. Потерпев поражение, Сеиди бежал сперва в Хиву. Позже, по приглашению своего друга — поэта Зелили, переселился в Кара-Кала, расположенный в предгорьях Копетдага.
В сражении с персами в составе отряда туркменского племени гоклен (Кара-Калы) в 1836 г. Сеиди был взят в плен и убит.

## Творчество
Свои стихи Сеиди писал на чагатайском языке. Увлечение стихами у Сеиди отмечают с раннего возраста. Был последователем классика туркменской литературы Махтумкули.
Наиболее ярко талант Сеиди проявился при создании им цикла любовных лирических стихов.
В творческом наследии поэта, дошедших до наших дней, много нравоучительных, обличительных и героико-патриотических стихов.

<poem>о другом поэтом — воином Зелили, явилась новой формой поэзии — эпистолярной.
Сеиди был известен не только как поэт, но и как бахши, певец—сказитель, исполнитель туркменского фольклора.

- Солтан Хадиджа
- Билмез
- Покинем Родину
- Прощайте, берега Аму-Дарьи
- Разлука
- Не станет
- Урок
- Придет
- Между делом

- Именем Сеиди назван город в Лебапском велаяте (бывший Нефтезаводск, Чарджоуская область), улицы в ряде городов.
- В городе Туркменабад установлен памятник поэту—воину Сеиди.
- В честь Сейди назван Туркменский государственный педагогический институт.

1. 

- Сеиди. Избранные произведения. Ашхабад, 1948 (туркмен.)
- Сеиди. «Сайланан эсерлер». Ашхабад, 1959 (туркмен.)
- Сеиди. Зелили. Сборник. Библиотека поэта. Большая серия. Советский писатель. Ленинградское отделение. 1984.
- Клычева М. М. Новаторский характер поэзии Сейитназара Сеиди // Наследие Восточного Туркменистана в системе средневековых культур: материалы международной научной конференции. 10-12 марта 2010 г. — Ашхабад, 2010.
- Кор-Оглы Х., Туркменская литература, М., 1972
- Каррыев М., Сейди, Ашхабад, 1962